# Melanargia ochrea
Melanargia ochrea är en fjärilsart som beskrevs av Franz Dannehl 1927. Melanargia ochrea ingår i släktet Melanargia och familjen praktfjärilar. Inga underarter finns listade i Catalogue of Life.